# Gustav Schmidt (Ingenieur)

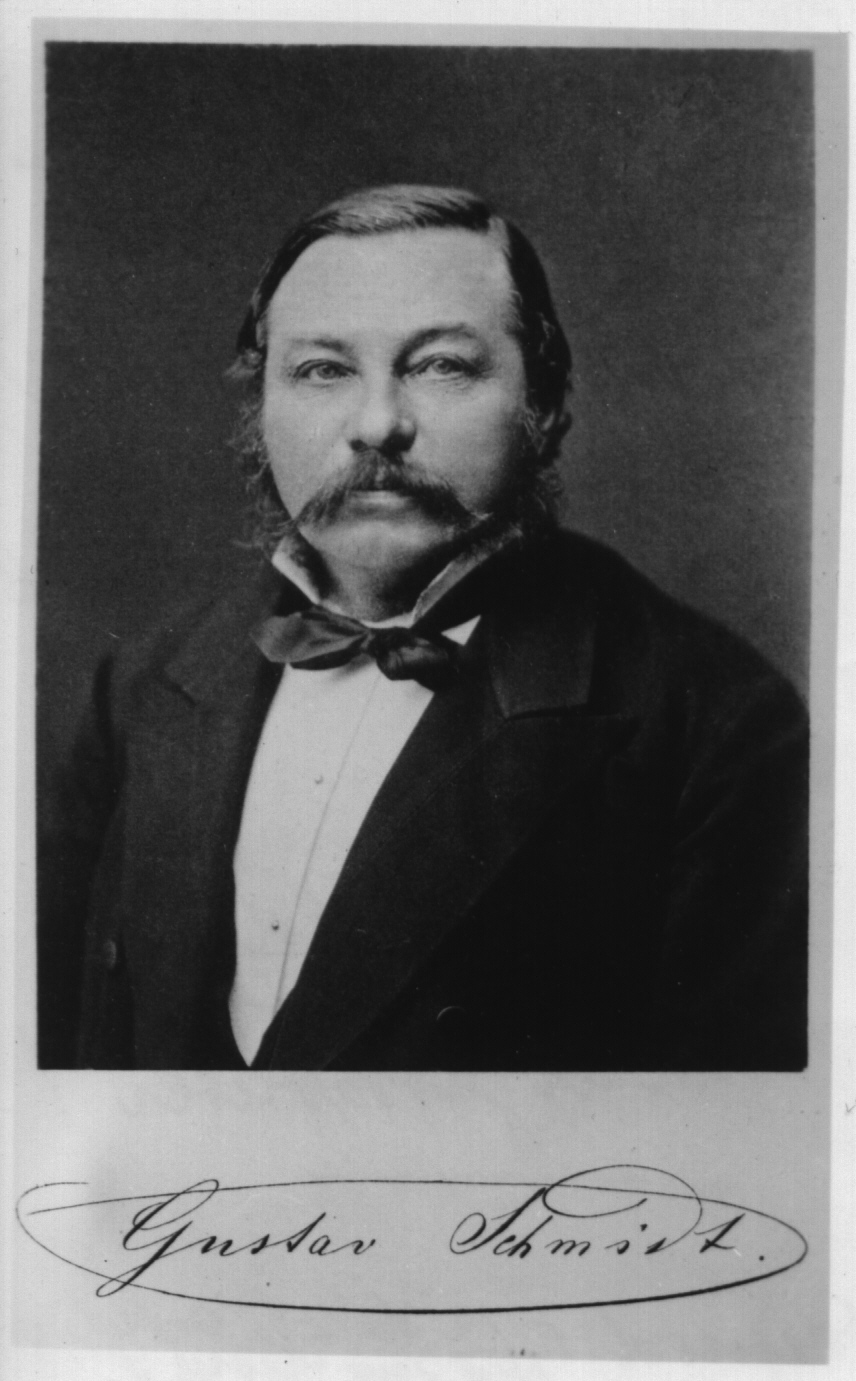
Gustav Schmidt

Gustav Johann Leopold Schmidt (* 16. September 1826 in Wien; † 27. Januar 1883 in Prag) war ein österreichischer Maschinenbautechniker. Er war ab 1864 Professor für Maschinenbau am polytechnischen Institut (später k.k. deutsche technische Hochschule) in Prag.

## Leben
Gustav Schmidt war der Sohn eines k.k. Kriegsbuchhalters. Seine Ausbildung am k.k. Polytechnischen Institut beendete er 1845 mit Auszeichnung. Aufgrund seiner Leistungen erhielt er ein staatliches Stipendium und konnte von 1845 bis 1848 an der Bergakademie Schemnitz weiterstudieren. Im Oktober 1848 wurde er Mitglied der Mobilgarde und erlitt bei einem Vorpostengefecht einen Durchschuss in seiner Hand. 1849 erhielt Schmidt eine Assistentenstelle an der k. k. Bergakademie Leoben, 1851 wurde er provisorischer Kunstmeister in Joachimsthal, 1853 dann regulärer Kunstmeister. Von 1856 bis 1858 studierte Schmidt Mechanik und Maschinenlehre in Karlsruhe. 1862 wurde er Professor für Mechanik an der polytechnischen Schule in Riga, 1864 dann Professor für Maschinenbau am polytechnischen Institut in Prag. Nach der Trennung in deutsche und tschechische Lehrsprache und Namensänderung dieses Institutes war er ab 1873 Professor der Mechanik und Maschinenlehre. Außerdem war Gustav Schmidt in den Jahren 1868 und 1876 Rektor der technischen Hochschule Prag.
In seinen eigentlichen Fachgebieten theoretische Mechanik und Maschinenlehre war er besonders in Österreich bekannt. Aber auch der Verein Deutscher Ingenieure (VDI) würdigte seine Leistungen in einem Nachruf.
1871 gelang es ihm, eine analytische Lösung für die Kreisprozessarbeit einer Stirling-Maschine mit sinusförmiger Kolbenbewegung und Totvolumen herzuleiten. Diese Rechnungsergebnisse tragen sehr zum Verständnis von Stirling-Maschinen bei. Die Bedeutung der Stirling-Maschinen-Analyse nach dem Schmidt-Zyklus liegt darin, dass sie noch heute erfolgreich zur Auslegung von Stirling-Maschinen, Stirlingmotoren, verwendet wird.
Schmidt war k.k. Regierungsrath und Träger des russischen Stanislausordens 2. Klasse.
Schmidt war verheiratet und Vater von drei Söhnen. Sein ältester Sohn starb wenige Monate vor ihm.

## Schriften
Gustav Schmidt veröffentlichte über 200 Arbeiten, unter anderem:
- Theorie der Dampfmaschinen. Freiberg 1861.
- Theorie der Lehmann’schen calorischen Maschine. In: Zeitschrift des Vereins deutscher Ingenieure. 1871 Band XV, 1871. Heft 1, S. 1–12, dazu Tafel III, und Heft 2, S. 97–112.
- Ueber Woolf'sche Dampfmaschinen. In: Polytechnisches Journal. 209, 1873, S. 97–109.